# Imbrancamento

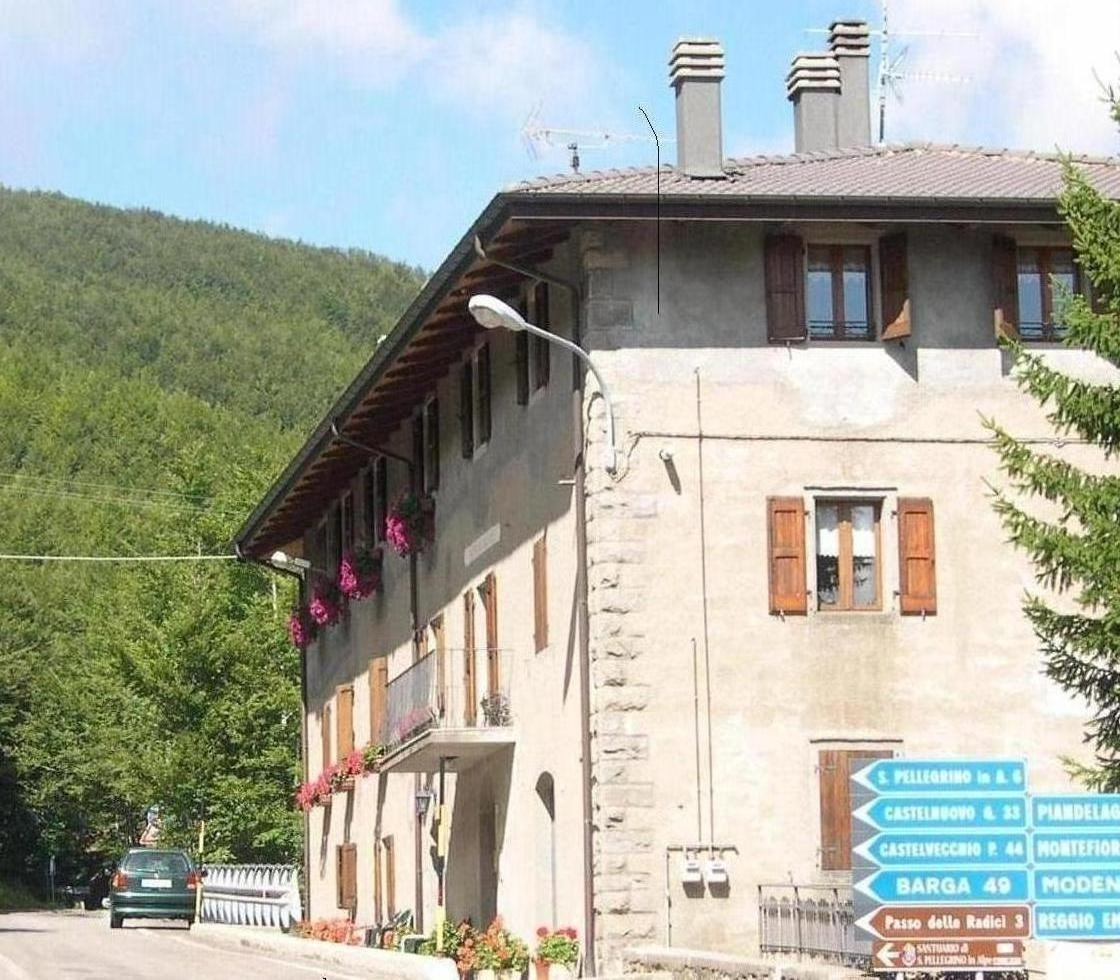
Imbrancamento

Imbrancamento è una località del comune di Frassinoro in provincia di Modena.
Il termine "Imbrancamento" deriva da una tradizione pastorizia: era, infatti, abitudine radunare le greggi in questo punto a formare un unico "branco" prima di raggiungere i pascoli della Toscana. Pare infatti che in antichità quei luoghi fossero infestati di briganti tanto che appariva più sicuro attraversare il valico radunando le greggi che provenivano dalle vallate circostanti. Sebbene quei luoghi pare fossero abitati anche in antichità, la località si costituisce di due soli edifici frutto della ricostruzione di abitazioni più antiche quasi completamente demolite nel corso della seconda guerra mondiale.

## Geografia
È situata all'interno del Parco del Frignano nell'alto Appennino Tosco-Emiliano in prossimità del Passo delle Radici sull'incrocio di due strade: la Statale 486 e la Statale 324. Si trova ad un'altezza media di 1360 metri s.l.m.

## Storia
L'insediamento di popolazioni in quelle zone risale al 2.000 a.C. In quel periodo giunsero i Friniati una tribù particolarmente bellicosa dedita principalmente alla pastorizia appartenente alla popolazione dei Liguri. L'avvento di Etruschi ed Umbri pare non coinvolse le alte valli di Dolo e Dragone mentre sicuramente, a partire dal 600 a.C. arrivarono i Celti.
A partire dal 200 a.C. la zona fu oggetto di colonizzazione dei Romani che con vicende alterne e a prezzo di violentissimi scontri sconfissero le popolazioni di Celti e Friniati. Nella prima metà del Settecento, su progetto dell'abate geografo e matematico Domenico Vandelli la valle fu interessata dalla costruzione di un collegamento stradale denominato appunto Via Vandelli che collegava Modena e Massa Carrara. 
La costruzione della strada contribuì allo sviluppo di quei luoghi. In primo luogo perché per la sua costruzione fu necessaria numerosa manodopera di provenienza soprattutto toscana; in secondo luogo perché fu concessa la riduzione dei dazi e l'esenzione dai tributi per coloro che si fossero trasferiti nelle vicinanze della via di comunicazione per risiedere e per impiantare attività economiche in particolare per stazioni di sosta per il cambio e l'abbeveraggio dei cavalli e ostelli per il ricovero dei viandanti.